# Courtenay (famiglia)
I Courtenay furono un'importante dinastia medievale francese. Erano anche chiamati in italiano, dai loro vassalli, Cortinaccio.

## Storia
Il primo signore fu Athon, appartenente ad un discendente dei conti di Sens.
La famiglia di Courtenay si suddivise in due rami nel XII secolo, ma uno dei rami, estintosi nel 1150 con la morte di Rinaldo di Courtenay, fu ereditato da Pietro, figlio del re Luigi VI di Francia che sposò Elisabetta di Courtenay (figlia di Renaud): questo consentì la continuazione della discendenza dei Courtenay nel ramo Capetingio. Pietro I di Courtenay conquistò la contea di Namur. Suo figlio, Pietro II di Courtenay, sposò in seconde nozze Iolanda di Fiandra e ottenne per breve tempo l'impero latino di Costantinopoli, su cui tuttavia non regnò mai, morendo prigioniero del despota d'Epiro Teodoro I. Maria di Courtenay, figlia di Pietro e Iolanda, fu terza moglie dell'imperatore bizantino Teodoro I Lascaris.
Anche questo ramo si estinse (nel 1370).
Nel XII secolo uno dei rami della famiglia pre-capetingia ottenne la baronia di Okehampton in Inghilterra, ereditando il titolo di conte di Devon.
Poi, per un certo Hugh de Courtenay, nipote di Hugh le Despenser (1262–1326), è stato ricreato il titolo Courtenay per far proseguire la dinastia.
Ad oggi, il capostipite della famiglia è Charles Courtenay, 19º conte di Devon.